# Geyria omana
Geyria omana is een insect uit de familie van de mierenleeuwen (Myrmeleontidae), die tot de orde netvleugeligen (Neuroptera) behoort. 
Geyria omana is voor het eerst wetenschappelijk beschreven door Hölzel in 1987.